# Bolacha de chope
Bolachas de chope são pequenos suportes, geralmente feitos em forma de discos e de papelão, que servem para apoiar copos e garrafas em bares, restaurantes e afins, impedindo que a água condensada ao redor dos recipientes eventualmente manche as mesas de madeira.
O nome "bolacha" é uma referência direta ao formato comum desses suportes, que remete a uma bolacha ou biscoito; no Brasil são chamadas de modo mais específico como bolachas de chope, pois o chope é um produto bastante consumido nos copos apoiados sobre os mesmos. Também são conhecidos como Porta Copos onde a ação principal seria apoiar e absorver o líquido do suor dos copos.

## Arte
As bolachas de chope podem ter os mais diversos tipos de estilização (arte) impressa, com referência a marcas de cerveja, ícones da cultura pop, personagens e outros.